# فرانكلين كلارك فراي
فرانكلين كلارك فراي (بالإنجليزية: Franklin Clark Fry)‏ هو عالم عقيدة أمريكي، ولد في 30 أغسطس 1900 في بيت لحم في الولايات المتحدة، وتوفي في 6 يونيو 1968 في نيو روتشيل في الولايات المتحدة.

## وصلات خارجية
- فرانكلين كلارك فراي على موقع مونزينجر (الألمانية)